# كاثرين إلغن
كاثرين إلغن (بالإنجليزية: Catherine Elgin)‏ هي فيلسوفة وأستاذة جامعية أمريكية، ولدت في 1948.